# Вильм, Андре
Андре Вильм (фр. André Wilms; 29 апреля 1947 — 9 февраля 2022) — французский актёр театра, кино и телевидения, также театральный режиссёр.

## Биография
Андре Вильм родился в Страсбурге. Дебютировал в театре в 1975 году. Актёр и режиссёр театров в Страсбурге, Нантере, Ницце, Париже (Театр «Одеон», Театр де ла Вилль, Комеди Франсэз).

## Избранная фильмография
- 1981 — Надо убить Биргит Хаас / Il faut tuer Birgitt Haas
- 1987 — Поле чести / Champ d’honneur
- 1988 — Чтица / La Lectrice
- 1988 — Странное место для встречи / Drôle d’endroit pour une rencontre
- 1989 — Месье Ир / Monsieur Hire
- 1990 — Европа, Европа / Europa Europa / Hitlerjunge Salomon
- 1990 — Тётушка Даниэль / Tatie Danielle
- 1992 — Жизнь богемы / La Vie de Bohème
- 1992 — Виновность невиновного, или Когда лучше спать / Coupable d’innocence ou Quand la raison dort
- 1992 — Бунт детей / La Révolte des enfants
- 1993 — Последние дни Иммануила Канта / Les Derniers Jours d’Emmanuel Kant
- 1994 — Ад / L’Enfer
- 1994 — Ленинградские ковбои встречают Моисея / Leningrad Cowboys Meet Moses
- 1999 — Юха / Juha
- 2002 — Братство друидов / Brocéliande
- 2003 — Семейка Роуз / Bienvenue chez les Rozes
- 2004 — Доверься / La confiance règne
- 2009 — Рики / Ricky
- 2010 — Полин и Франсуа / Pauline et François
- 2011 — Американец / Americano
- 2011 — Гавр / Le Havre
- 2013 — Замок в Италии / Un château en Italie
- 2014 — Хочешь или нет? / Tu veux… ou tu veux pas?
- 2022 — Мегрэ и таинственная девушка / Maigret

## Признание
- 1992 — Премия Европейской киноакадемии: Лучшая мужская роль второго плана.
- 2013 — Офицер Ордена Искусств и литературы.